# 바르 라파엘리
바르 라파엘리(히브리어: בר רפאלי, 영어: Bar Refaeli, 1985년 6월 4일 ~ )는 이스라엘의 모델, 방송인, 배우, 사업가이다. 라파엘리는 니나 브로쉬, 미카엘라 베르쿠와 같은 모델과 함께 이스라엘에서 가장 국제적으로 성공한 모델 중 하나이다.
그녀의 모델링 및 경력의 결과로, 그녀의 순 가치는 2015년에 2000만 달러로 추정되었다. 포브스 이스라엘 판에 따르면, 그녀는 에스티 긴즈부르그, 갤 가돗과 슬로밋 말카와 같은 이스라엘 모델의 합산 된 모델링 소득보다 앞서 2013년 이스라엘에서 가장 많이 수익을 거둔 모델이었다.
그녀는 2009년 스포츠 일러스트레이티드 스윔수트 이슈의 커버 모델이었으며, 〈맥심〉의 Hot 100 목록에서 1위로 선정되었다. 2013년 이후 라파엘리는 《더 엑스 팩터 이스파엘》의 호스트였다.

## 성장 과정

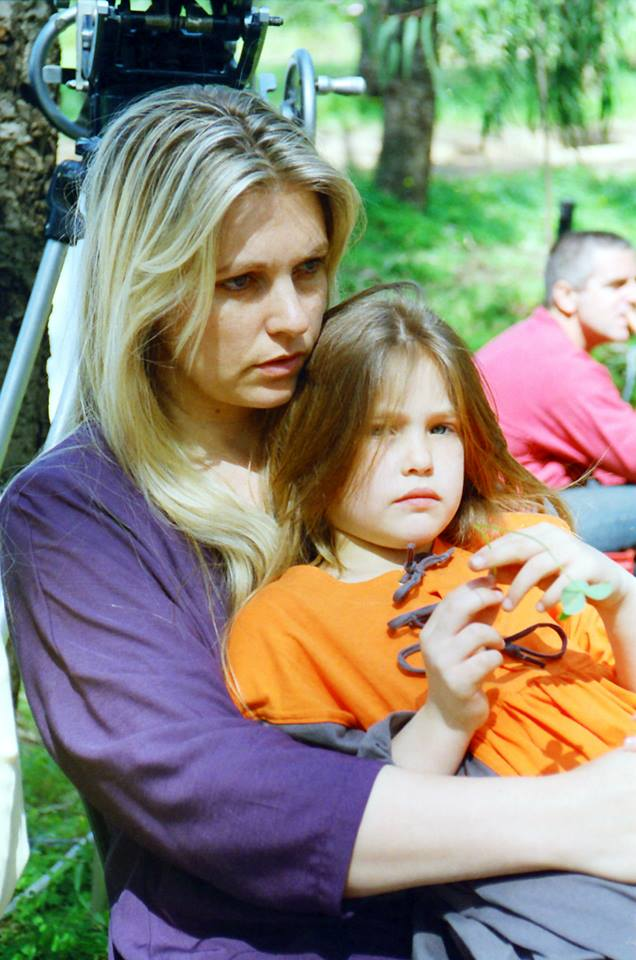
1990년 5살의 바르 라파엘리와 그녀의 어머니 치피 리바인

라파엘리는 1985년 6월 4일, 이스라엘 호드 하샤론에서 태어나 전통 유대인 가정에서 성장했다. 그녀의 부모는 모두 이스라엘에서 태어났으며 조부모는 유럽과 이탈리아계 유대인, 리투아니아계 유대인, 폴란드계 유대인 출신의 이민자였다. 히브리어로 그녀의 이름은 "야생"(자연에서와 같이)을 의미하며, 그녀의 성은 문자적으로 "하나님, 치유하십시오"를 의미하며 성경의 천사 라파엘 (Raphael)에서 파생 되었다.
그녀의 어머니는 1970년대에 치포라 "치피" 리바인이라는 처녀 시절 이름으로 성공적인 모델이였다.

## 경력

### 모델 경력

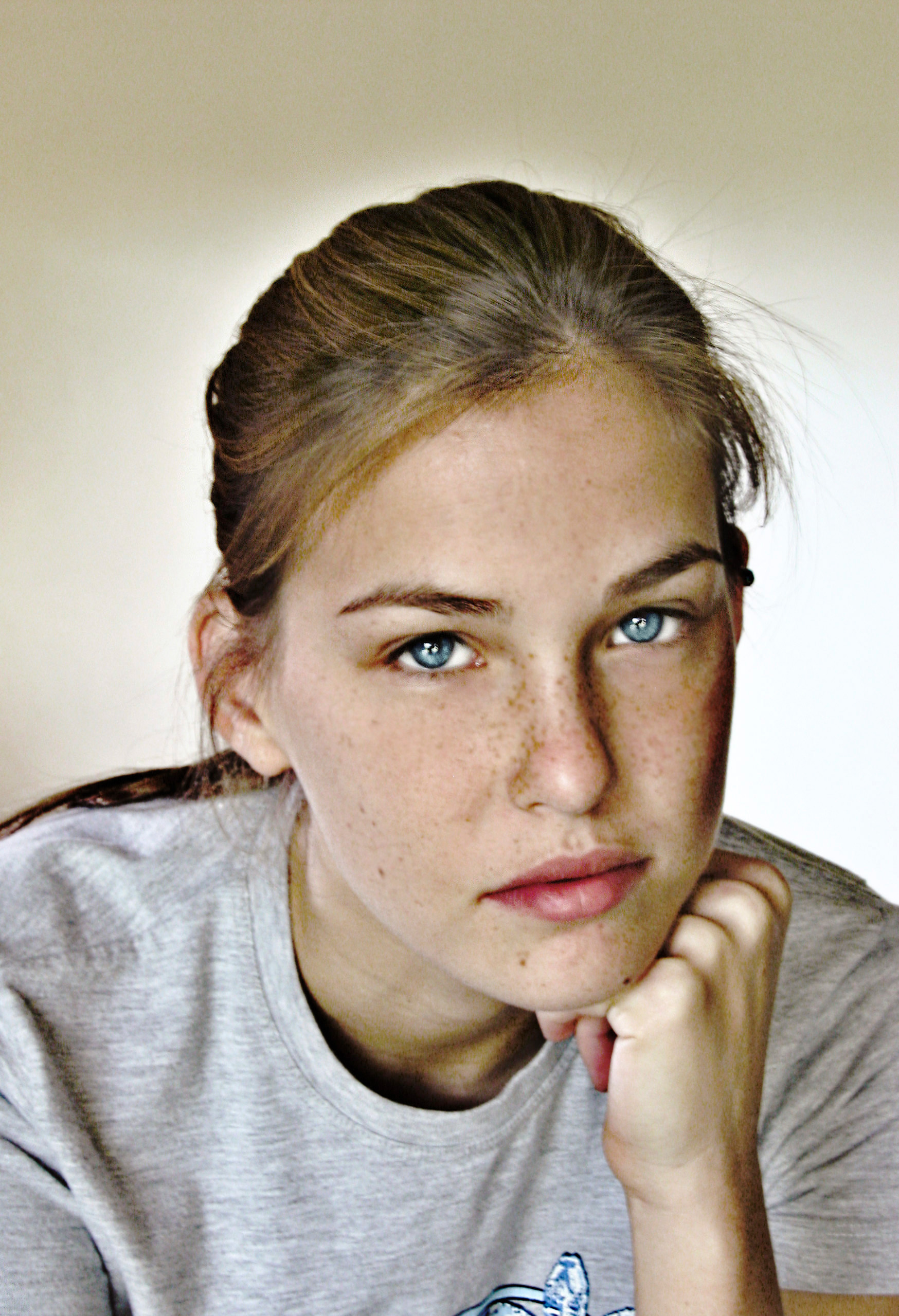
18살 시절 라파엘리

라파엘리는 8개월 만에 모델링을 시작했으며, 광고에서 처음 등장했다. 2000년, 이스라엘의 패션상 시상식에서 라파엘리의 올해의 모델상을 수상했을 때, 12세의 치아 교정으로 그녀가 15세가 될 때까지 그녀의 모델링을 중단했다. 그녀는 패션 브랜드 카스트로와 필펠의 캠페인에서 주목 받으며 밀키 푸딩 광고에 출연했다.
그녀는 프랑스판, 미국판, 이탈리아판, 스페인판, 러시아판과 우크라이나판 〈엘르〉, 스페인판 〈보그〉, 영국판, 러시아판, 호주판, 베트남판 〈하퍼스바자〉, 〈V〉, 프랑스판과 네덜란드판 〈로파시엘〉, 미국판, 영국판, 이탈리아판, 독일판에 대한 사설 , 스페인판과 인도판 〈GQ〉, 〈iD〉과 〈Allure〉에 등장했다. 이외에도 프랑스판, 이탈리아판, 스페인판, 네덜란드판, 러시아판, 벨기에판, 덴마크판, 스웨덴판, 호주판, 라트비아판, 노르웨이판, 폴란드판, 불가리아판, 영국판, 이탈리아판, 스페인판, 독일판, 포르투갈판, 멕시코판 〈GQ〉, 미국판, 영국판, 호주판, 세르비아판 〈맥심〉, 〈에스콰이어〉 등이 있다. 라파엘리는 샤넬, 에스까다, 랠프 로런, 데시구엘, 앤드류 마크, 빅토리아 시크릿, 막스 앤 스펜서, Gap, 모엣 샹동, 헐리, 램파지, 트루릴리젼, 럭키 브랜드, 액세서리즈, 파시오나타, Fox, 리복, 시어스, 애로우, 베스니, Marco Bicego와 아구아 벤디타의 광고 캠페인 모델로 일했다. 그녀는 또한 가르니에 프럭티스, 삼성, 스바루와 같은 비 패션 브랜드 광고 캠페인에도 출연했다.
라파엘리는 그녀의 2007년 데뷔에서 그녀가 록 밴드 에어로스미스와 함께 포즈를 취한 〈스포츠 일러스트레이티드〉 잡지 (미카엘라 베르쿠 이후)에 출연 한 두 번째 이스라엘 모델이 되었다. 라파엘리는 2009년 스포츠 일러스트레이티드 스윔수트 이슈의 표지 모델이었다.
라파엘리는 스바루, 액세서리즈, 브라질 의류 라인 베스니, 이탈리아 보석 라인 Marco Bicego 및 램파지의 모델이였다. 2009년에 그녀는 가르니에 인터내셔널 모델로 활동했다. 2009년 3월 5일 라파엘리는 우먼스 월드 어워드에서 월드 스타일상을 수상했다. 같은 해 10월, 라파엘리는 패셔너블 이스탄불의 기자 회견을 공동 주최하고 2009년 10월 패션 행사를 발표하고 그 제안에 출연했다. 〈FHM〉 "100 명의 가장 섹시한 여성"에서 라파엘리는 2008년 42위, 2010년 57위, 2011년 97위로 선정되었다.
〈맥심〉은 2012년에 라파엘리를 핫 100 목록에서 1위로 선정했다. 2012년 4월, 〈샬롬 라이프〉에서는 "세계에서 가장 재능 있고 지적이며 재밌고 유쾌한 50명의 유대인 여성" 목록에서 4위를 차지했다. 포브스 이스라엘판에 따르면 2013년 그녀는 이스라엘에서 에스티 긴즈부르그, 갤 가돗과 슬로밋 말카 보다도 가장 높은 개런티를 받은 모델이었다.

### 영화와 텔레비전 경력

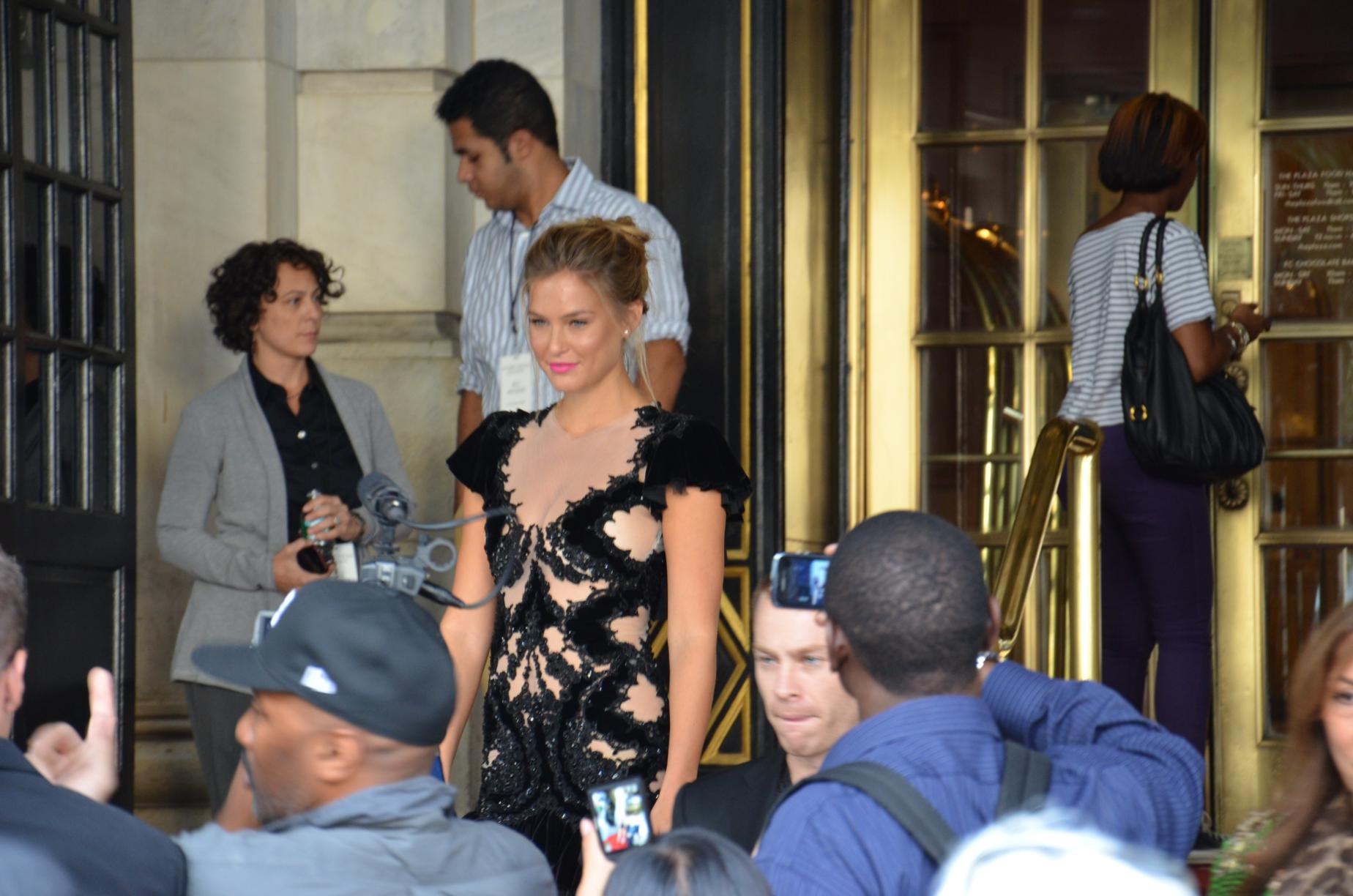
2012년 뉴욕에서 열린 마르케사 2012 봄 쇼에서 라파엘리

라파엘리는 2005년 이스라엘 TV 드라마 《픽 업》에서 출연했다. 2008년 10월, 그녀는 조지 로이스가 쓴 아이러닉 아이코닉 아메리카라는 책에 기반한 Bravo 특별 프로그램ㅠ《Tommy Hilfiger Presents Ironic Iconic America》를 공동 주최했으며, 그녀는 2009년 MTV의 House of Style에 대한 간단한 부흥을 위한 프로그램 호스트로 돌아 왔다.
2011년 라파엘리는 Haim Bouzaglo가 감독한 미국과 이스라엘의 심리 스릴러 영화 《세션》에 출연했다. 그녀는 하이디 클룸이 주최한 《Germany's Next Topmodel》의 4번째 사이클에서 게스트 심사 위원으로도 활동했다. 2012년 11월 독일 TV 채널 Sat.1에서 그녀 만의 모델 캐스팅 쇼 《Million Dollar Shootingstar》를 시작했다.
2013년 1월, 라파엘리는 Super Bowl XLVII 광고에 출연했다. 2013년 라파엘리는 이스라엘에서 가장 인기있는 음악 쇼가 된 《더 엑스 팩터 이스파엘》의 첫 번째 시즌을 개최했으며, 2015년 시즌 2를 시작했다. 2018년 라피엘리는 《더 엑스 팩터》 심사위원인 이브리 리더의 뮤직 비디오에 출연했다. 2013년에 라파엘리는 프랑스와 이스라엘의 범죄 코미디 영화 《Kidon》에서 주연을 맡았다.

## 사생활
라파엘리는 《SOS 해상 구조대》로 잘 알려진 배우 다비드 샤르베와 연인 관계였다. 2005년 11월, 그녀는 라스베이거스에서 열린 U2 파티에서 배우 레오나르도 디카프리오와 처음 만난 후, 연인 관계로 발전했다. 두 사람은 2007년 3월 이스라엘을 방문하면서 이스라엘의 시몬 페레스 대통령과 만났으며 라파엘리의 고향인 호트 하샤론을 방문했다. 2009년 6월 결별했다. 2010년에 수많은 보도에 따르면 두 사람은 다시 재결합을 하였으나, 2011년 5월에 재차 결별하며 관계를 끝냈다.
라파엘리는 이후, 이스라엘의 사업가 아디 에즈라와 2015년 3월 약혼을 발표했다. 그녀는 그와 함께 "커다란 유대인 가족"을 키울 계획이라고 말했다. 두 사람은 2015년 9월 24일 이스라엘에서 결혼식을 올렸다. 그녀는 에즈라와 사이에 두 딸; 리브 에즈라(Liv Ezra, 2016년 8월 11일 출생)와 엘르 에즈라(Elle Ezra, 2017년 10월 20일 출생)이 있다.

### 군 복무 기피 논란
2004년 초에 라파엘리는 이스라엘에서의 의무적인 군 복무를 기피한 것에 대한 비판을 받았다. 2007년에, 라파엘리는 이스라엘 국방부 (IDF)에서 군 복무를 피하기 위해 2003년에 가족 지인인 아리크 와인스타인과 결혼하여 군 복무를 기피했고, 그 후 병역 면제 판정을 받고 나서 곧 이혼했다. 이스라엘은 만 18세 이상의 미혼의 부녀자도 병역에 복무하는 것이 국민의 의무로 기혼녀와 기혼자는 병역 면제 혜택이 주어진다.
2011년, 라파엘리는 이탈리아 〈GQ〉의 전쟁을 주제로 한 2011년 5월 호 표지에 등장했다. 라파엘리의 군 복무 회피는 2013년에 다시 제기되었으며, IDF 준장 Yoav Mordechai는 2013년 광고에서 라파엘리를 주조한 외무부를 비판했다. Mordechai는 라파엘리를 "이스라엘의 공식 대표자"로 사용하는 것이 이스라엘 사회에 "부정적인 메시지"를 보냈다고 주장했다.